# Max Opitz

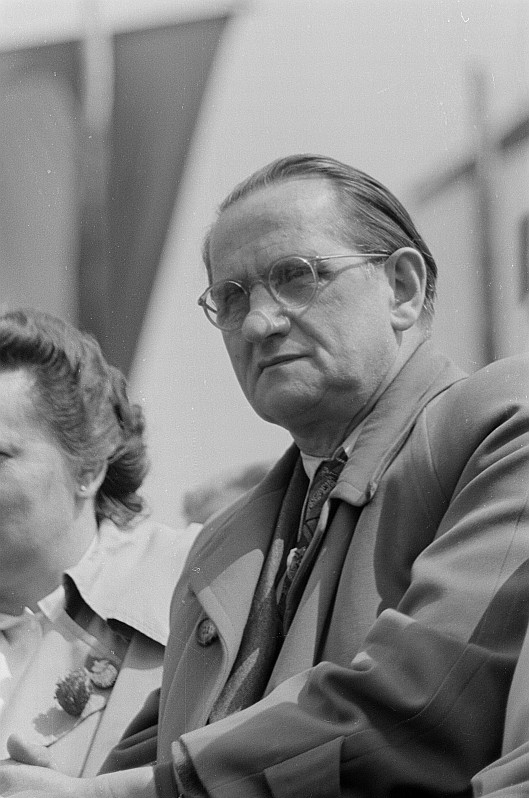
Max Ernst Opitz, 1951

Max Ernst Opitz (* 11. September 1890 in Bernsdorf, Amtshauptmannschaft Glauchau; † 7. Januar 1982 in Ost-Berlin) war ein deutscher Politiker (KPD, SED). 
In der Zeit der Weimarer Republik war er von 1926 bis 1930 Mitglied des Sächsischen Landtages (von 1926 bis 1929 auch Vorsitzender der KPD-Fraktion) sowie 1932/33 Abgeordneter im Preußischen Landtag. Wegen seines Widerstands gegen den Nationalsozialismus war er mehrere Jahre im Zuchthaus und zuletzt im KZ Sachsenhausen inhaftiert. 
In der sowjetischen Besatzungszone bzw. DDR war Opitz von 1949 bis 1951 Oberbürgermeister der Stadt Leipzig, anschließend bis 1960 Staatssekretär und Leiter der Präsidialkanzlei des Staatspräsidenten Wilhelm Pieck sowie von 1950 bis 1963 Mitglied der Volkskammer.

## Frühes Leben und KPD-Karriere bis 1933
Der Sohn eines sozialdemokratischen Bergarbeiters absolvierte nach dem Besuch der Volksschule von 1905 bis 1908 eine Lehre zum Tischler. Ab 1908 war er Gewerkschaftsmitglied im Deutschen Holzarbeiterverband. 1911 wurde Opitz zum Wehrdienst eingezogen und diente sieben Jahre im Ulanenregiment Nr. 21. Im Ersten Weltkrieg wurde er mehrmals verwundet. Im Jahr 1915 heiratete er in erster Ehe Ella Keller, mit der er drei Kinder bekam und von der er sich 1946 scheiden ließ. 
Im November 1918 wurde Opitz in den Soldatenrat seines Regiments gewählt. Nach seiner Entlassung aus dem Deutschen Heer wurde er im Februar 1919 Mitbegründer der Ortsgruppe der KPD in Gersdorf (bei Chemnitz). 1920 zog er in die Stadt Chemnitz um und wurde Vorsitzender der KPD im Stadtbezirk West. Ab 1923 war Opitz Mitglied der Bezirksleitung und ab 1926 Organisationsleiter bzw. Politischer Leiter des KPD-Bezirks Erzgebirge/Vogtland. Von 1926 bis 1930 war er Mitglied des Sächsischen Landtages, von 1926 bis 1929 war er dort Vorsitzender der KPD-Fraktion. 
Opitz nahm 1928 am VI. Kongress der Kommunistischen Internationale in Moskau teil, ab 1929 gehörte er dem Zentralkomitee der KPD an. Von Sachsen wechselte er im Februar 1931 als Sekretär in den KPD-Bezirk Niederrhein, im Herbst desselben Jahres als Bezirksleiter zur KPD Hessen-Frankfurt und 1932 in gleicher Funktion zum KPD-Bezirk Ruhr (Sitz Essen). 1932/33 gehörte Opitz dem Preußischen Landtag an.

## Widerstand gegen den NS und Haft
Opitz nahm am 7. Februar 1933 an der illegalen Tagung des Zentralkomitees der KPD im Sporthaus Ziegenhals bei Berlin teil. Am 5. März 1933 wurde er in den Reichstag gewählt, konnte aber sein Mandat wie alle KPD-Abgeordneten auf Grund des Verbotes der Partei und der Annullierung aller KPD-Mandate nicht wahrnehmen. Er leitete dann die illegale Arbeit der KPD in Dortmund und in Stuttgart. 
Am 2. November 1933 wurde Opitz in Stuttgart verhaftet und 1934 wegen Vorbereitung zum Hochverrat zu drei Jahren und einem Monat Zuchthaus verurteilt. In einem weiteren Prozess wurde er im November 1937 wegen Totschlags verurteilt, dieses Urteil hob das Reichsgericht jedoch im Revisionsverfahren wieder auf. In einem neuerlichen Hochverratsprozess verurteilte das Oberlandesgericht Hamm ihn 1938 zu vier weiteren Jahren im Zuchthaus. Nach Abbüßung seiner Strafe blieb er in „Schutzhaft“ und wurde im Oktober 1941 von der Gestapo in das KZ Sachsenhausen überführt. Am 1. Mai 1945 wurde er während eines Todesmarsches durch die Rote Armee bei Flecken Zechlin befreit.

## Karriere in SBZ und DDR

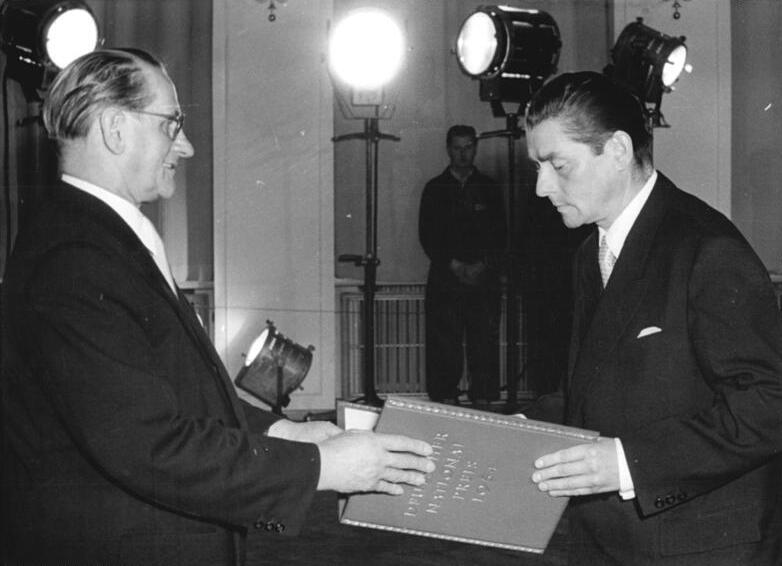
Staatssekretär Opitz (links) verleiht im Namen des Präsidenten der DDR dem Kunstschmied Fritz Kühn den Nationalpreis, 1954

Opitz kehrte nach Sachsen zurück, das nach dem Krieg zur sowjetischen Besatzungszone gehörte, und wirkte bei der Neubildung des dortigen KPD-Landesverbands mit. Von Juli 1945 bis April 1949 war er Polizeipräsident in Dresden. Nach der Scheidung von seiner ersten Ehefrau heiratete Opitz 1946 Erna Baldauf, deren erster Ehemann, der Chemnitzer KPD-Funktionär Albert Hähnel von der Gestapo ermordet worden war. Durch die Zwangsvereinigung von SPD und KPD wurde Opitz 1946 Mitglied der SED. 
Nach dem Tod Erich Zeigners war er vom 18. Mai 1949 bis zum 5. Juni 1951 Oberbürgermeister von Leipzig. Im Juni 1951 machte der Präsident der DDR Wilhelm Pieck Opitz zum Chef der Präsidialkanzlei und zum Staatssekretär. Diese Funktion hatte er bis zum Tode Piecks 1960 inne, nach dem das Amt des Staatspräsidenten abgeschafft wurde. 
Daneben war er von 1950 bis 1963 Abgeordneter der Volkskammer der DDR und Mitglied bzw. bis 1967 Stellvertretender Vorsitzender der Interparlamentarischen Gruppe der DDR. Nach seinem Eintritt in den Ruhestand wirkte er als Mitglied der Zentralleitung des Komitees der Antifaschistischen Widerstandskämpfer der DDR. Nachdem seine zweite Ehefrau gestorben war, heiratete Opitz 1968 in dritter Ehe Ida Helene Fischer.

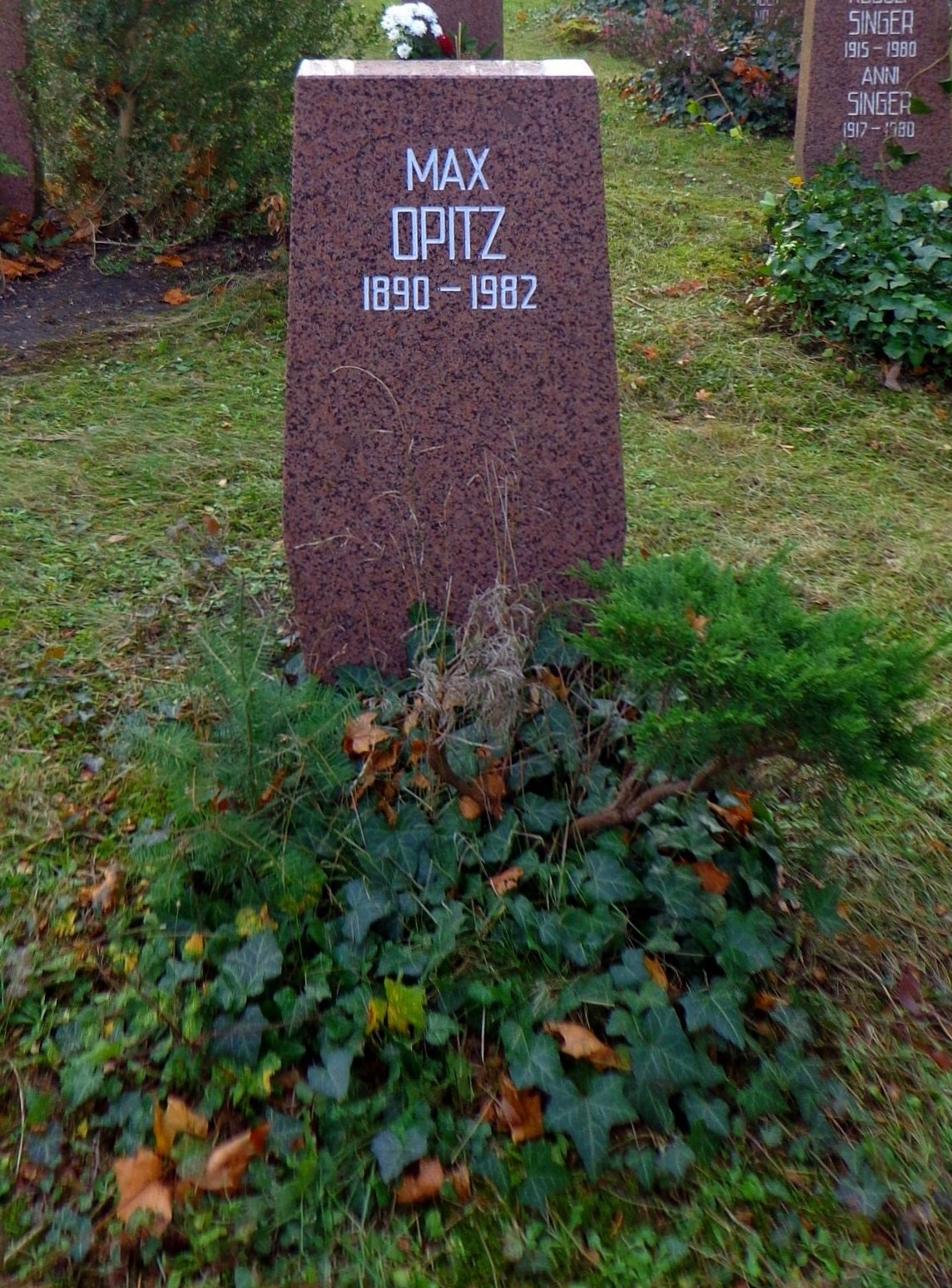
Grabstätte

Seine Urne wurde in der Grabanlage Pergolenweg des Berliner Zentralfriedhofs Friedrichsfelde beigesetzt, wo bereits 1967 seine zweite Frau Erna Opitz-Hähnel (Witwe des noch im März 1945 ermordeten antifaschistischen Widerstandskämpfers Albert Hähnel) ihre Ruhestätte gefunden hatte.

## Auszeichnungen
- 1954 Vaterländischer Verdienstorden in Silber und 1959, 1965 und 1970 in Gold
- 1955 Ehrenzeichen der Deutschen Volkspolizei
- 1958 Medaille für Kämpfer gegen den Faschismus 1933 bis 1945
- 1960 Karl-Marx-Orden
- 1975 Ehrenspange zum Vaterländischen Verdienstorden in Gold